# 면유
혜단친왕(惠端親王, 1814년 3월 8일 ~ 1865년 1월 9일)은 중국 청나라의 황족이다. 이름은 아이신줴뤄 몐유(愛新覺羅 綿愉, 애신각라 면유)이다. 가경제의 서자로, 도광제의 이복 동생이다.
동치제 때까지 황실의 원로로서 예우받다가 1865년 1월 9일을 기하여 향년 51세로 훙서하였다.

## 같이 보기
- 공순황귀비
- 효경태황태후 이씨